# Zygopetalum crinitum
Espèce
Statut de conservation UICN

 LC  : Préoccupation mineure
Statut CITES
Zygopetalum crinitum est une espèce d'orchidées du genre Zygopetalum originaire du Brésil.